# Piperi
Piperi (En griego: Πιπέρι "Pimiento"), antiguamente conocida como Evænus  o Peparetbus, es una isla griega en las Espóradas. Es parte de la de la región administrativa de Alónnisos y de las Espóradas. En el censo de 2001, la población de la isla se limitaba a dos guardias.
Las islas más cercanas a Piperi son Gioura, seis millas náuticas al suroeste y Psathoura al noroeste.

## Relieve
Piperi es una isla alargada casi inaccesible. Tiene acantilados de casi treinta metros, las aguas que la rodean son muy profundas y con muy fuertes corrientes. Al ser tan rocosa y aislada, las aves del Mar Egeo vienen y anidan.

## Piperi en la antigüedad
Antiguamente conocida como Evænus, la isla fue colonizada por los minoicos, bajo el mando de Stafylo. Descendientes de habitantes de Alónnisos se establecieron en la isla y fueron capturados por los macedonios. Estos les reclamaron que los devolvieran a su lugar de origen y a la primera vez se negaron, aunque tras insistir, fueron devueltos a Alónnisos.

## Protección del Gobierno Griego
Al igual que Gavdopoula, Piperi el acercamiento de menos de tres millas a Piperi está totalmente prohibido si no tienes un permiso especial. El objetivo de la prohibición es no molestar a las focas monje del Mediterráneo que viven en las cuevas de la isla, la cual contiene buena parte de los ejemplares que quedan. También concentra el 60% de la población de halcones de Eleonora (350 parejas). Tiene 33 especies de plantas y pájaros raros, entre los que predominan los pinos y los halcones de Eleonora